# Barruecopardo
Barruecopardo település Spanyolországban, Salamanca tartományban. Barruecopardo Bermellar, Saucelle, Vilvestre, Cerezal de Peñahorcada, El Milano, Villasbuenas és Saldeana községekkel határos. Lakosainak száma 421 fő (2024).

## Népesség
A település népessége az elmúlt években az alábbi módon változott:
| Lakosok száma | 589  | 534  | 512  | 501  | 518  | 510  | 461  | 450  | 422  | 421  |
|               | 2001 | 2004 | 2007 | 2009 | 2012 | 2014 | 2017 | 2019 | 2022 | 2024 |